# Tri-ethylboraan
Tri-ethylboraan is een organometaalverbinding uit de organoboranen, verbindingen met een boor-koolstofbinding. In tri-ethylboraan is boor verbonden met drie ethylgroepen.
Tri-ethylboraan is een heldere, lichtgele tot bijna kleurloze vloeistof met een sterke ethergeur. Ze is een pyrofore stof, die spontaan ontvlamt wanneer ze met lucht in contact komt. Ze brandt met een groene kleur die karakteristiek is voor boorverbindingen, en met een zeer hete vlam. Met water reageert ze heftig. Oplossingen van tri-ethylboraan in tetrahydrofuraan of hexaan zijn niet pyrofoor.

## Synthese
In 1921 produceerden Alfred Stock en Friedrich Zeidler tri-ethylboraan en trimethylboraan via de reactie van BCl3 met di-ethylzink resp. dimethylzink in een hoog vacuüm. Omwille van het explosiegevaar kon dit slechts op zeer kleine schaal gebeuren.
Enkele andere methoden voor de synthese van tri-ethylboraan ("Et" is de ethylgroep) zijn:
- de reactie van tetra-ethyllood met boortrichloride[2] in een inerte atmosfeer:

{\displaystyle {\ce {3 Et4Pb + 2 BCl3 -> 3 Et2PbCl2 + 2 Et3B}}}
- de reactie van tri-ethylaluminium met een boortrihalogeen (bijvoorbeeld BF3):

{\displaystyle {\ce {Et3Al + BF3 -> Et3B + AlF3}}}
- door elektrolyse met gebruik van een anode bekleed met boor en een Grignard-reagens (een organomagnesiumhalide, bijvoorbeeld ethylmagnesiumchloride) in een organisch oplosmiddel[3]. Het boor afkomstig van de anode reageert in de oplossing met de vrije ethylradicalen afkomstig van het Grignard-reagens. De globale reactievergelijking is:

{\displaystyle {\ce {3 EtMgCl + B -> Et3B + 3 MgCl}}}

## Toepassingen
Omwille van haar pyrofoor karakter en de zeer hete vlam waarmee ze brandt, is tri-ethylboraan als hulpbrandstof gebruikt voor de motoren van de Lockheed SR-71 (Blackbird). De speciale JP-7 brandstof voor dit supersonische vliegtuig had een hoog vlampunt en om ze te ontsteken gebruikte men tri-ethylboraan. Men vermeed zo een ontstekingsmechanisme en het risico dat een dergelijk mechanisme zou falen.
Tri-ethylboraan en andere alkylboranen met korte alkylgroepen (tot vier koolstofatomen) worden in de chemische industrie gebruikt als katalysator voor polymerisatiereacties. Van tri-ethylboraan kunnen organische peroxiden afgeleid worden, die als initiator voor radicalaire kettingreacties gebruikt worden.
Het wordt ook gebruikt bij reacties in de synthese van geneesmiddelen en andere fijnchemicaliën; met tri-ethylboraan of het ervan afgeleide di-ethylmethoxyboraan kan men bijvoorbeeld β-hydroxyketonen stereospecifiek reduceren tot de corresponderende cis-1,3-diolen.
Door reactie met lithiumhydride ontstaat een zeer krachtige en selectieve reductor: lithiumtri-ethylboorhydride.